# オトロコヴィツェ - ヴィゾヴィツェ線
オトロコヴィツェ - ヴィゾヴィツェ線（チェコ語: Železniční trať Otrokovice–Vizovice）は、チェコ国鉄の鉄道線の名称である。路線番号は331。
1898年から1899年にかけて、オトロコヴィツェ・ズリーン・ヴィゾヴィツェ鉄道によって開業した。

## 運行形態

### 特急「リフリーク(R)」
- ズリーンスキー・エクスプレス号：　プラハ～オトロコヴィツェ～ズリーン中央
一日1往復運行している。オトロコヴィツェ以北は330号線に直通する。
2016年末に、休止されたインターシティ(IC)に代わって運行開始した。2017,18年度は、特別リフリーク(Rx)の種別で運行していた。

### 快速「スピェシニー(Sp)」
- (プルジェロフ → ) オトロコヴィツェ - ズリーン中央
一日1往復の運行。南行に限り、オトロコヴィツェ以北は330号線から直通する。
2019年末に運行を開始した。当初、北行は途中駅通過の普通列車として運行していたが、2024年度より快速に格上げされた。

### 普通
- ( クロムニェルジージ - ) オトロコヴィツェ - ヴィゾヴィツェ
概ね1-2時間に1本の運行だが、平日の午後は約30分間隔で運行される。オトロコヴィツェで330号線の特急や普通に接続するが、休日は2時間に1本、平日は朝・夜の一部がクロムニェルジーシ方面に直通する。
過去の運行形態
2022年以前は、終日にわたってオトロコヴィツェ - ズリーンの区間運転が設定され、ズリーン以南は平日午後でも毎時1本程度の本数であった。また、平日も2時間に1本がクロムニェルジーシ方面に直通していた。プルシトネー、ポドヴェスナー、ジェレホヴィツェは全列車が停車していた一方で、ドロウハーとプルジールキを通過する列車があった。
2023年度より、区間運転の多くがズリーン以南に延伸され、平日午後は全線で約30分間隔で運行される様になった。
2024年度より、平日の日中のほとんどがオトロコヴィツェ以南の運行に短縮された。また、ズリーン中央 - オトロコヴィツェ間ノンストップの列車や、ポドヴェスナーとジェレホヴィツェを通過する列車が設定された。ドロウハーとプルジールキは全列車停車となった。

### 過去の運行種別
- 超特急「インターシティ(IC)」
プラハ～オトロコヴィツェ～ズリーン中央間に、「ズリーンスキー・エクスプレス」号が一日1往復運行している。オトロコヴィツェ以北は330号線に直通する。

## 駅一覧
以下では、チェコ国鉄331号線の駅と営業キロ、停車列車、接続路線などを一覧表で示す。
- 種別
  - R：特急
  - Os：普通
- 停車駅
  - ■印：全列車停車
  - ●印：大部分停車、一部通過
  - ｜印：全列車通過

| 路線名 | 駅名                                       | 駅間営業キロ | 累計営業キロ | Rx | Sp | Os | 接続路線                                  | 所在地     | 所在地     |
| ------ | ------------------------------------------ | ------------ | ------------ | -- | -- | -- | ----------------------------------------- | ---------- | ---------- |
| 331    | オトロコヴィツェ駅                         | -            | 0.0          | ■  | ■  | ■  | 330号線（ブルジェツラフ方面、プラハ方面） | ズリーン州 | ズリーン郡 |
| 331    | オトロコヴィツェ・トラーヴニーキ駅         | 1.3          | 1.3          | ｜ | ｜ | ●  |                                           | ズリーン州 | ズリーン郡 |
| 331    | ズリーン・マレノヴィツェ停留所             | 2.1          | 3.4          | ｜ | ｜ | ●  |                                           | ズリーン州 | ズリーン郡 |
| 331    | ズリーン・ウ・ムリーナ駅                   | 0.9          | 4.3          | ｜ | ■  | ●  |                                           | ズリーン州 | ズリーン郡 |
| 331    | ズリーン・マレノヴィツェ駅                 | 1.1          | 5.4          | ｜ | ｜ | ●  |                                           | ズリーン州 | ズリーン郡 |
| 331    | ズリーン・ロウキ駅                         | 1.9          | 7.3          | ｜ | ｜ | ●  |                                           | ズリーン州 | ズリーン郡 |
| 331    | ズリーン・プルシトネー駅                   | 1.2          | 8.5          | ｜ | ■  | ●  |                                           | ズリーン州 | ズリーン郡 |
| 331    | ズリーン中央駅                             | 1.6          | 10.1         | ■  | ■  | ■  |                                           | ズリーン州 | ズリーン郡 |
| 331    | ズリーン・ドロウハー駅                     | 1.1          | 11.2         |    |    | ■  |                                           | ズリーン州 | ズリーン郡 |
| 331    | ズリーン・ポドヴェスナー駅                 | 1.5          | 12.7         |    |    | ●  |                                           | ズリーン州 | ズリーン郡 |
| 331    | ズリーン・プルジールキ駅                   | 1.9          | 14.6         |    |    | ■  |                                           | ズリーン州 | ズリーン郡 |
| 331    | ジェレホヴィツェ・ナド・ドルジェヴニチー駅 | 2.1          | 16.7         |    |    | ●  |                                           | ズリーン州 | ズリーン郡 |
| 331    | リーパ・ナド・ドルジェヴニチー駅           | 1.9          | 18.6         |    |    | ■  |                                           | ズリーン州 | ズリーン郡 |
| 331    | ザードヴェルジツェ駅                       | 3.1          | 21.7         |    |    | ■  |                                           | ズリーン州 | ズリーン郡 |
| 331    | ヴィゾヴィツェ駅                           | 2.9          | 24.6         |    |    | ■  |                                           | ズリーン州 | ズリーン郡 |